# Three Standing Figures
Three Standing Figures 1947 (LH 268) (Trois Figures Debout en français) est une grande sculpture en pierre de Henry Moore. Elle a été réalisée entre 1947 et 1948 puis exposée à la première exposition de sculptures en plein air du London County Council à Battersea Park en 1948. Offert à la commune, il est exposé dans le parc depuis 1950. Il est devenu un bâtiment classé Grade II en 1988.

## Description
La statue de pierre de 7 pieds (2,1336 m) de haut est composée de trois femmes debout, habillées de vêtements flottants. Parmi elles, deux sont l'une de l'autre, et la troisième les observe. Chacune d'elles possède des traits faciaux rudimentaires, par exemple, uniquement des trous pour représenter les yeux.
Les sculptures drapées de Moore sont issues d'une série de dessins inspirés de ses observations de personnes dans des abris antisouffle souterrains pendant la Seconde Guerre mondiale. En 1968, Moore a expliqué que «c'est comme si les trois femmes se tenaient là, attendant que quelque chose se produise dans le ciel». Sylvester a publié un essai dans The Burlington Magazine en 1948 avec une interprétation peu commune. Il décrit la statue comme une famille: la mère protectrice, le père sévère et l'enfant à côté qui les observe.

## Histoire
Moore a commencé avec un modèle en terre cuite réalisé en 1945, dont l'emplacement actuel est inconnu, mais il existe deux copies connues en plâtre, l'une à la Fondation Henry Moore et l'autre en prêt à long terme à la Tate Gallery. Moore a également coulé une édition en bronze en quatre exemplaires (plus un exemplaire personnel) entre 1948 et 1949. Il réalise un nouvel exemplaire personnel en 1985. Des exemples de ces sculptures sont conservés au Smith College Museum of Art dans le Massachusetts et dans la collection Peggy Guggenheim à Venise.
L'œuvre exposé dans le Battersea Park est sculptée entre août 1947 et mai 1948 avec du grès (roche sédimentaire) de la ville de Darley Dale. Il s'agit de l'une des dernières statues que Moore a réalisé en pierre anglaise. Elle est conçue à l'origine pour répondre à une commande du Museum of Modern Art de New York, mais il est exposé à la première exposition de sculptures en plein air du London County Council à Battersea Park en 1948. Le MOMA a finalement choisi un moulage en bronze de Family Group, une autre sculpture de Moore, initialement destiné pour l'école de Impington de Walter Gropius.
Moore était membre du comité de sélection de l'exposition en plein air et sa sculpture a été utilisée sur l'affiche publicitaire. La sculpture est positionnée au sommet d'une légère élévation de terrain, avec des arbres derrière. Sa réputation grandit considérablement à partir de 1948, lorsque Moore est désigné plus grand artiste vivant de Grande-Bretagne pour la 24e Biennale de Venise et remporte le prix pour sa sculpture. La sculpture est prêtée pour l'exposition en plein air de 1948, puis achetée par la Contemporary Art Society et donnée au London County Council. Elle est installée de façon permanente à Battersea Park à Londres, en 1950.

## Dans la culture populaire
La sculpture apparaît dans l'épisode de la série Mr. Bean, Mr. Bean Goes to Town diffusé en 1992. Dans cet épisode, Bean essaie de prendre un selfie avec son appareil photo Polaroid, avec la sculpture en arrière-plan. N'y parvenant pas, il demande à un passant de le prendre en photo, mais l'homme l'arnaque et lui vole son appareil photo.